# Директ-бокс
Директ-бокс (англ. direct box) или ди-бокс (от англ. DI box, direct input box) — устройство для преобразования небалансных (несимметричных) выходных аудиосигналов источников с высоким внутренним сопротивлением (например, от выхода электрогитары) в балансный аудиосигнал источника с низким сопротивлением (низкоомный). Обычно используется в студиях звукозаписи и на концертных площадках. Для подключения, как правило, используются соединители XLR. Устройство выполняет функцию согласования подключения небалансных источников к балансным входам, позволяет менять в определённых пределах уровень подаваемого на вход несимметричного сигнала, позволяет избежать возникновения выравнивающего тока. Также данное устройство позволяет минимизировать искажения и помехи, которые могут возникать при передаче сигнала от высокоомного источника на значительные расстояния посредством кабеля.

## История
Пассивные директ-боксы впервые появились в США в середине 1960-х годов. Нашли особенно широкое применение на радиостанциях и студиях звукозаписи в Детройте, таких как «Motown», «United Sound Systems», «Golden World Records», «Tera Shirma Studios» и «Metro-Audio Capstan Roller remote recording truck». Данные устройства собирались частным образом или силами инженеров прокатных звуковых компаний, чтобы решить проблемы, связанные с усилением сигналов, поступающих от электронных музыкальных инструментов, особенно электрогитар. Эти ди-боксы обычно содержали трансформатор с приблизительным соотношением витков (коэффициент трансформации по напряжению) от 8:1 до 12:1 и имеющий, таким образом, отношение сопротивлений примерно 144:1. С таким трансформатором выходное напряжение принимаемых инструментальных сигналов снижается до уровня, совместимого с чувствительностью типичного микрофонного предусилителя. Это позволило подключать электронные музыкальные инструменты непосредственно к микрофонным входам микшерных пультов и избежать необходимости использования комбо-усилителей для предварительного усиления.
К пассивному директ-боксу можно подключать практически все электронные музыкальные инструменты. Однако он плохо подходит для подключения инструментов, имеющих слабый выходной сигнал, таких как фортепиано Fender Rhodes и гитара Fender Precision Bass с сингловыми звукоснимателями. Для подключения подобных инструментов были разработаны активные директ-боксы. Электронным схемам активных директ-боксов требуется дополнительное электропитание.

## Назначение
На вход директ-бокса подаётся несимметричный сигнал от источника, имеющего высокое внутреннее сопротивление, который далее преобразуется в симметричный сигнал низкоомного источника.
Трансформирование (понижение) выходного сопротивления источника позволяет сигналу проходить по более длинному кабелю трассе со значительно меньшими качественными потерями (особенно в области высоких частот). Балансный сигнал обладает большей устойчивостью к внешним помехам по причине их подавления при сведении прямого и инверсного сигналов в синфазный на входе приёмного устройства. Кроме того, более низкое сопротивление (как правило, около 600 Ом) обеспечивает хорошее согласование источника с низкоомным балансным микрофонным входом микшерного пульта или предусилителя,

## Пассивный директ-бокс
Главный элемент в конструкции директ-бокса — это балансный трансформатор. Соотношение витков трансформатора обычно выбирают таким образом, чтобы стало возможным преобразование 50 кОм входящего сигнала (например, магнитный датчик электрогитары) в 100—200 Ом, ожидаемые на входе микшерного пульта. Обычно соотношение витков варьируется в интервале от 10:1 до 20:1.
Наиболее дешёвые пассивные директ-боксы более восприимчивы к различным помехам и паразитным шумам. Как правило, являются менее универсальными, чем активные. Тем не менее, они не требуют элементов питания, проще в использовании, и чрезвычайно надёжны, когда используются по назначению.
Некоторые модели директ-боксов выполняют функцию исключительно балансирующего трансформатора и не предоставляют возможности использовать какие-либо дополнительные настройки. В то же время, другие могут иметь переключатель Ground Lift (чтобы избежать проблем с цепями заземления), Pad switch (многопозиционный переключатель, регулятор уровня входного сигнала) и фильтр для окраски звука (как правило, фильтр нижних частот).

## Активный DI
В схеме активного директ-бокса имеется встроенный предусилитель. Поэтому активный директ-бокс может обеспечить усиление сигнала и является устройством более сложным и универсальным, чем пассивный директ-бокс.
Активному директ-боксу требуется источник питания. Источником питания, как правило, является либо батарея, либо стационарная розетка. Также директ-бокс может содержать опцию использования фантомного питания, подаваемого от входного разъёма микшерного пульта, к которому данный директ-бокс подключён.
Большинство активных директ-боксов обеспечены дополнительными переключателями для повышения их универсальности. Они могут включать в себя усиление или регулировку уровня сигнала, обрыв заземления, переключатель источников питания, переключатель режимов моно или стерео.
На передней панели Директ-бокса часто имеется второе контактное гнездо под разъёмы типа TRS или TS, иногда просто подключённое параллельно к входному разъёму (обозначается обычно как «Pass-through» или «Link»). Данное контактное гнездо используется для обеспечения прохождения входного сигнала без изменений. Это позволяет поставить директ-бокс на пути прохождения сигнала, не прерывая его.

## Область применения
Директ-бокс обычно используются для подключения инструментов или других устройств, имеющих только несимметричный четвертьдюймовый выход (TS), который необходимо соединить с балансным входом, построенным на разъёме XLR.
Несколько директ-боксов может быть смонтировано внутри одного корпуса. Такие директ-боксы называются многоканальными.

### Акустические или электрические инструменты
Примером такого применения может быть электронный синтезатор, который необходимо подключить к микшерному пульту либо непосредственно, либо через мультикор (многожильный кабель). Другим примером может быть акустическая гитара с пьезодатчиком, электрогитара или бас-гитара, которым требуется аналогичное подключение.

### Инструментальные усилители
Некоторые инструментальные усилители (например, у бас-гитар) имеют встроенные директ-боксы и могут быть подключены к микшерному пульту непосредственно, без необходимости применения внешних директ-боксов. Такое подключение обычно используют музыканты, желающие сохранения оригинального звучания усилителя при воспроизведении его выходного сигнала через установленные в зале аудио системы. Некоторые инструментальные усилители снабжены переключателями PRE/POST для включения или выключения встроенного эквалайзера на линию подключения усилителя к пульту или мультикор. Это бывает необходимо для получения чистого необработанного сигнала.
Часто используют одновременно два метода подключения: с помощью встроенного директ-бокса и с помощью микрофона, который считывает усиленный сигнал в поле громкоговорителя инструментального усилителя. Другой способ заключается в установке директ-бокса между гитарой и усилителем. В обоих случаях, сигнал директ-бокса подключают к одной линии микшерного пульта, а сигнал микрофона — к другой. Сигнал директ-бокса и гитарного микрофона могут быть выборочно использованы в процессе выступления или сведены в микс, в зависимости от художественно-технических задач. Сигнал директ-бокса при этом обеспечивает более непосредственное, натуральное, яркое, необработанное эквалайзером звучание. В свою очередь, с помощью гитарного микрофона можно получить более «живое» звучание, окрашенное оригинальным образом с помощью гитарного усилителя и передающее атмосферу окружающего пространства.